# Manuel Fernández de Villavicencio
Manuel Joaquín Fernández de Villavicencio y Corral, marqués de Vallecerrato (Génova, 31 de enero de 1843-†Madrid, 16 de septiembre de 1907) fue un noble y militar español. 
Grande de España y gentilhombre de cámara de Carlos VII con ejercicio y servidumbre, participó en la tercera guerra carlista en el bando legitimista, en la que también tomó parte su hermano, el marqués de Castrillo.

## Biografía
Nació en una familia de la alta nobleza española, hijo del general Lorenzo Fernández de Villavicencio Cañas y Portocarrero, que ostentaba los títulos de duque de San Lorenzo y del Parque, marqués de Casa-Villavicencio, de Vallecerrato, de Castrillo y de la Mesa de Asta y conde de Belmonte de Tajo.
En 1859 se expidió a su favor Real Carta de sucesión en el título de marqués de Vallecerrato, con grandeza de segunda clase. Su amor por la carrera militar lo llevó a ingresar en el Ejército español a principios de 1861, cuando apenas contaba 18 años de edad. A pesar de su alta condición social, entró en clase de soldado voluntario, en el regimiento de Lanceros de Numancia. Durante el año de 1861 obtuvo los empleos de cabo, sargento segundo y sargento primero. Ascendido al año siguiente a alférez, fue trasladado al regimiento de Lanceros de Sagunto, en el cual prestó el servicio de su clase hasta que en 1865 fue destinado al regimiento de Húsares de la Princesa, en el que no sirvió mucho tiempo, pues en ese mismo año, solicitó y obtuvo su licencia absoluta.
Tres años llevaba alejado de la vida militar, cuando al triunfar la revolución de 1868, decidió luchar por el carlismo y ofreció su espada a Carlos de Borbón a principios de 1869. Desde entonces fue uno de los más entusiastas y decididos defensores de la causa tradicionalista, a la que se consagró por completo, sacrificando por ella gran parte de su fortuna y sufriendo las penalidades de la guerra.
Nombrado capitán el 15 de marzo de 1869 y el 17 de abril del mismo año oficial de órdenes de Don Carlos, acompañó a éste a todas partes y durante los largos años de conspiración que precedieron a la tercera guerra carlista, solamente se separó de su señor para algunas comisiones especiales. Por ejemplo, en comisión del Real Servicio, fue a Madrid en mayo de 1869; en junio del mismo año volvió a Madrid, también en comisión, y pasó luego por Valladolid, portando pliegos importantes. En julio fue llamado por Don Carlos al castillo de Saint Eugénie, cerca de Solé, entre Prades y Perpiñán, de donde salió para España con su rey. Fue uno de los tres únicos carlistas que acompañaron al pretendiente en junio de 1869 en su expedición a Figueras, con motivo de la cual Don Carlos, que entraba por primera vez en territorio español, firmó el despacho de comandante a favor del marqués de Vallecerrato. En 1870 desempeñó también varias comisiones en Granada, Valladolid y Madrid; en 1871 salió de Pau en comisión especial, para París, comisión que llevó a efecto, aunque tuvo que vencer serias dificultades debido al estado de insurrección y anarquía de la capital de Francia, donde se había establecido la Commune.

### Tercera guerra carlista

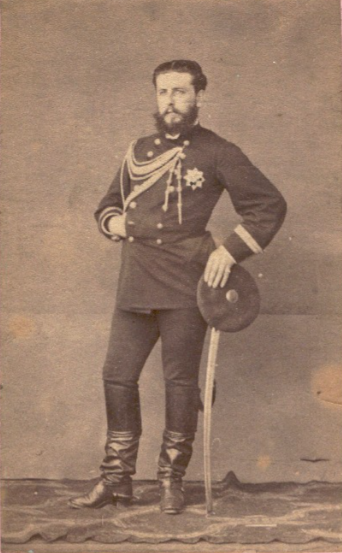
Manuel Fernández de Villavicencio, Marqués de Vallecerrato

En 17 de febrero de 1873 el marqués de Vallecerrato fue destinado a las inmediatas órdenes de Dorregaray, con quien entró en España. Participó en la retirada de Aguilar; en Muru, donde se le encargó de intimar la rendición al capitán de Ingenieros Honorato de la Saleta, que se había hecho fuerte en el pueblo; en las acciones de Monreal y Lesaca; en la retirada de Echauri y Muneta de Salinas; en las acciones de Oñate y de Betelú; en la de Eraul, en cuyo día se le dio el mando de la escolta de Dorregaray, tras haber ascendido a teniente coronel el 16 de abril; en las acciones de Azpeitia y Lecumberri; en la retirada de Vidania y en las acciones de Dicastillo y Puente la Reina. Después de esta última acción, pasó al extranjero y a Madrid encargado, por Don Carlos, de varios comisiones, terminadas las cuales volvió al Norte y tomó parte en las últimas operaciones y en la retirada del sitio de Bilbao. Se batió luego en el sitio de Hernani, en la acción de Biurrún; en Barazoain, Garínoain y Mendívil y en la batalla de Lácar.
El 14 de septiembre de 1873 fue nombrado por Don Carlos gentilhombre de cámara con ejercicio y servidumbre. El 30 de marzo de 1875 fue ascendido a coronel y el pretendiente le confió el mando del Real Cuerpo de Guardias a Caballo. Vallecerrato dio al mismo organización idéntica a la del antiguo Cuerpo de Guardias de Corps y ejerció su mando hasta la conclusión de la guerra, en el desempeño del cual asistió junto a Don Carlos a las últimas operaciones del Norte, distinguiéndose particularmente en el bombardeo de Guetaria.
El marqués de Vallecerrato honraba su pecho con la cruz de 2.ª Clase del Mérito Militar, con distintivo rojo, la cual obtuvo por la retirada de Vidania; con la medalla de plata, de Carlos VII, que se le concedió el 6 de febrero de 1873; con la Gran Cruz de Carlos III, con que Carlos de Borbón premió sus servicios el 22 del mismo mes y año y con la Gran Cruz de la Orden de Cristo, con la que fue agraciado por el rey de Portugal en 1867. También obtuvo las medallas de Somorrostro, Montejurra y de la Lealtad.

### Después de la guerra
Terminada la guerra, el marqués de Vallecerrato pasó algunas temporadas al lado de don Carlos, quien, debido al singular cariño que le profesaba y la alta estima en que tenía su lealtad, le nombró en 1885 vocal de la Junta encargada de dirigir los trabajos para la erección de un monumento en honor de Tomás de Zumalacárregui.Asimismo, el pretendiente lo ascendió a general de brigada, presidiendo el Círculo tradicionalista de Madridhasta junio de 1903, cuando dimitió por el mal estado de su salud.
Finalmente, el 16 de septiembre de 1907 se suicidó en su domicilio, situado en la plaza del Progreso, n.º 14. El Correo Español afirmó que el suicidio se produjo por «extravíos fatales de su razón», mientras que La Atalaya dijo que tenía «algo perturbadas sus facultades». Fue enterrado en la sacramental de San Justo.
Heredó el título de marqués de Vallecerrato un sobrino suyo, Lorenzo Fernández de Villavicencio y Crooke, hijo de su hermano José Juan, marqués de Castrillo, pero falleció también en un accidente de aviación en 1916, siendo sucedido por su hermano José María.